# Ponitz
Ponitz es un municipio situado en el distrito de Altenburger Land, en el estado federado de Turingia (Alemania), a una altitud de 220 metros. Su población a finales de 2016 era de unos 1500 habitantes y su densidad poblacional, 88 hab/km².
Se conoce la existencia de la localidad desde el siglo XIII y se cree que fue fundada por colonos eslavos. La iglesia de la localidad alberga uno de los órganos más destacados de Gottfried Silbermann y en el pueblo hay además un palacete renacentista.
No pertenece a ninguna mancomunidad (Verwaltungsgemeinschaft), ya que las funciones de mancomunidad las realiza la vecina ciudad de Goessnitz. En su territorio se incluyen las pedanías de Grünberg, Guteborn, Merlach y Zschöpel.